# ウンガダイ (ホルチン部)
ウンガダイ (翁阿岱) は明朝末期からアイシン (後金) 初期の蒙古ノン･ホルチン部領袖。元朝太祖・チンギス･カンの弟・ジョチ･カサルの16世孫、ボルジギン氏?。
女真のイェヘ (一説には蒙古トゥメト部の後裔) と策応してハダ領地を屡々襲撃した。後、イェヘなどと聯合し、圧倒的な兵数を以てマンジュ (満洲国＝建州部) のヌルハチを攻めたが、惨敗した。マンジュに使者を派遣して和解し、子・オーバの代で帰順した。

## 人名表記
明と清の史書にみられる「恍忽太」(または恍惚太) と「翁阿岱」(または翁果岱など) の二つの人物名は、どちらもノン･ホルチン部のウンガダイを指すとされる。後者はマンジュのヌルハチが関係した戦役にみえる名前で、『明實錄』や『東夷考略』などにはみえない。一方、前者は「西虜恍忽太」や「北虜恍忽太」、「哈屯恍惚太」として現れる。「北虜」は明朝の北京からみて北、「西虜」は「東虜＝女真」に対して西の意味なので、結局はどちらも同じ範囲を指し、具体的には主にトゥメト部やホルチン部、ハルハ部などの旧満洲一帯にいた蒙古民族 (『明史』の韃靼) を指す。「哈屯」については、満洲語の「katun」(蒙古語 ("Khatun"からの借用語) が漢籍で「哈屯」と表記され、「女皇」や「奥方」の意味を表すため、或いはここでもその意味かも知れないが、不明。本記事ではこの二つの表記で表される人物を同一人物とみなして扱う。

## 年表
万暦11 (1583) 年旧暦7月、イェヘ東西城主 (チンギヤヌ、ヤンギヌ) に従ってハダを襲撃。
万暦11 (1583) 年旧暦12月、イェヘ東西城主に従って再びハダを襲撃。
万暦12 (1584) 年、イェヘ東西城主が明朝の策略にかかり死亡。 
万暦21 (1593) 年、イェヘ新東西城主 (ブジャイ、ナリムブル) がフルン四部 (イェヘ、ハダ、ホイファ、ウラ)、ホルチン部、更にホルチン部の支配下にあったシベ部、グヮルチャ部など、都合九部を糾合してマンジュへ侵攻。ウンガダイは九部の一角として参戦したが、聯合軍はグレの山 (現遼寧省新賓満族自治県)で惨敗した。(→「古勒山の戦」)
万暦36 (1608) 年、ヌルハチがウラ要塞の中で最も堅牢なイハン･アリン城に派兵し攻撃。ウンガダイはウラ国主・ブジャンタイの要請に応じ、ウラ軍とともに都城・ウラ･ホトンを出発したが、マンジュ兵の攻勢を見て、戦わず撤退。(→「宜罕山の戦」) その後ウンガダイはマンジュに使者を派遣し和親を求めた。
天命9 (1624) 年、子・オーバ (後のトゥシェート･ハン) が一族を率いてアイシン (後金) に帰順した。
-----
＊『清實錄』にはこれ以降にも順治8 (1651) 年の記事まで「翁阿岱」という人物が現れるが、天命9 (1624) 年に子・オーバが一族を率いて帰順しているところから推察すれば、恐らくこれ以前にウンガダイは死去したものと考えられる。従い、本記事ではそれ以降の「翁阿岱」を別人物とみなし、省略する。

## 族譜
ジョチ･カサル：元太祖・チンギス･カンの弟、ホルチン部始祖。
- 子
  - 孫
    - 曾孫
      - 玄孫
        - 来孫
          - 昆孫
            - 仍孫
              - 雲孫
                - 八世孫
                  - 九世孫
                    - 十世孫
                      - 11世孫
                        - 12世孫・図美尼雅哈斉[10]
                          - 13世孫・クイメンク･タスハラ[11]
                            - 14世孫・ボディダラ[12]：クイメンクタスハラの子。[9]
                              - 15世孫・ジジク[13]：ボディダラの長子。[9]
                                - 16世孫[1]・ウンガダイ：ジジクの子。[9]
                                  - 17世孫・オーバ[14]：ウンガダイの子。トゥシェート･ハン (土謝図･汗)。[9]
                                  - 17世孫・ブダジ：ウンガダイの子。ジャサクト郡王。[15]

                              - 15世孫・ナムサイ[16]：ボディダラの次子。[9]
                                - 16世孫・マングス[9]
                                - 16世孫・ミンガン[9]

                              - 15世孫・ウバシ[17]：ボディダラの三子。[9]→ゴルロス部 (郭爾羅斯)
                              - 15世孫・ウヤンダイホトゴル[18]：ボディダラの四子。[9]
                              - 15世孫・トドバートルハラ[19]：ボディダラの五子。[9]
                              - 15世孫・バイシン[20]：ボディダラの六子。[9]
                              - 15世孫・エルジグ･ジョリクト[21]：ボディダラの七子。[9]
                              - 15世孫・アイナガ[22]：ボディダラの八子。[9]→ドルベト部 (杜爾伯特)
                              - 15世孫・アミン[23]：ボディダラの九子。[9]→ジャライト部 (扎賚特)

                            - 14世孫・ノムンダラ[24]：クイメンクタスハラの子。[9]
                              - 15世孫・ジェグルド[25]：ノムンダラの子。[9]

## 参照先・脚註
1. 1 2  维基百科はウンガダイについて「合撒儿カサル之十七世孙」としているが、子・オーバ (奥巴) についても「合撒儿カサル十七世孙」としている。『清史稿』では「哈布圖哈薩爾カサル十四傳至奎蒙克塔斯哈喇」としている為、ここでは16世孫とする。
2. ↑  (1)シベという族名の語源について. “ジュセンｰマンジュ史箚記二題”. 立命館東洋文學 (40):  7.
3. ↑  “海西女直通攷”. 東夷考略. 不詳
4. ↑  “萬曆十六年四月 ／ 8日”. 明神宗實錄. 197. 不詳
5. ↑  “萬”. 清史稿. 223. 清史館
6. ↑  漢籍にみえるそれぞれの表記を普通話拼音で表すと、①恍忽太 (huǎnghūtài)、②恍惚太 (huǎnghūtài)、③翁果岱 (wēngguǒdài)、④翁阿岱 (wēng'ādài)、⑤瓮阿代 (wèng'ādài) となる。④-⑤は明らかに同系統。①-②は間に「hu」、③は「guo」をそれぞれ挟むが、満洲語では屡々「h」と「g」が交替するため、これも同系統とみられる。①は明代史料にみられ、②と⑤は『清史稿』-223、③は『清史稿』-518、④は『滿洲實錄』-2,3でそれぞれみられる。『清史稿』は明側の歴史事項には②③の同系統の表記を用い、清側の歴史事項には⑤の異系統の表記を用いている。
7. 1 2  “萬”. 清史稿. 223. 清史館. "(萬暦)……十一年七月，挾煖兔、恍惚太等萬騎來攻。……十二月，楊吉砮等復挾蒙古科爾沁貝勒瓮阿岱等萬騎來攻，……"
8. ↑  维基百科は「辽宁新宾胜利村」としているが、正しくは「遼寧省撫順市新賓満族自治県上夾河鎮古楼村」。詳しくは「古勒山の戦」を参照。
9. 1 2 3 4 5 6 7 8 9 10 11 12 13 14 15 16 17 18 19  “科爾沁”. 清史稿. 518. 清史館
10. ↑  “阿嚕科爾沁”. 清史稿. 519. 清史館
11. ↑  名：クイメンク･タスハラ (奎蒙克･塔斯哈喇)。
12. ↑  名：ボディダラ (博弟達喇)、号：ジョルゴル･ノヤン (卓爾郭勒諾顔)。
13. ↑  ボディダラ長子：名・ジジク (斉斉克)、号・バートル･ノヤン (巴図爾･諾顔)。
14. ↑  名：オーバ (奥巴)。
15. ↑  “藩部世表一-科爾沁部扎薩克多羅扎薩克圖郡王”. 清史稿. 209. 清史館
16. ↑  ボディダラ次子：名・ナムサイ (納穆賽)、号・ドラル･ノヤン (都喇勒･諾顔)。
17. ↑  ボディダラ三子：名・ウバシ (烏巴什)、号・エトファン･ノヤン (鄂特歓･諾顔)。
18. ↑  ボディダラ四子：名・ウヤンダイホトゴル (烏延岱科托果爾)。
19. ↑  ボディダラ五子：名・トドバートルハラ (托多巴図爾喀喇)。
20. ↑  ボディダラ六子：名・バイシン (拝新)。
21. ↑  ボディダラ七子：名・エルジグ･ジョリクト (額勒済格･卓哩克図)。
22. ↑  ボディダラ八子：名・アイナガ (愛納噶)、号・チェチェン･ノヤン (車臣･諾顔)。
23. ↑  ボディダラ九子：名・アミン (阿敏)、号・バガ･ノヤン (巴噶諾顔)。
24. ↑  名：ノムンダラ (諾捫達喇)、号：ガルジク･ノヤン (噶勒済庫諾顔)。
25. ↑  名：ジェグルドゥ (哲格爾徳)。

## 参照史料・文献

### 史籍
- 茅瑞徵『東夷考略』「海西女直通攷」1621 (漢文) ＊燕京図書館 (ハーバード大学) 所蔵版
- 顧秉謙『神宗顯皇帝實錄』1630 (漢文) ＊中央研究院歴史語言研究所版
- 編者不詳『滿洲實錄』巻2-3, 1781 (漢文) ＊中央研究院歴史語言研究所版
- 趙爾巽, 他100余名『清史稿』巻518「科爾沁」, 清史館, 1928 (漢文) ＊中華書局版

### 研究書
- 高文徳, 蔡志純『蒙古世系』中国社会科学出版社, 1979 (中国語) ＊维基百科より引用。
- 宮脇淳子『モンゴルの歴史 : 遊牧民の誕生からモンゴル国まで』(刀水歴史全書) 刀水書房, 2002 ＊カタカナ表記の参照先 (Wikipedia)

### 論文
- 『立命館東洋文學』第40号, 増井 寛也「ジュシェンｰマンジュ史箚記二題」立命館大学, 2017

### Webサイト
- 栗林均「モンゴル諸語と満洲文語の資料検索システム」東北大学
- 「明實錄、朝鮮王朝実録、清實錄資料庫」中央研究院歴史語言研究所 (台湾)